# Germans to America
Germans to America ist eine Datensammlung über Einwanderer in die USA aus den Jahren 1850 bis 1888. Sie ist in Buchform, auf CD-Rom und als Online-Datenbank (Deutsche Auswanderer-Datenbank, kurz DAD) zugänglich. Herausgeber sind Ira A. Glazier and P. William Filby.
Die Buchedition umfasst über 63 Bände mit jeweils etwa 70.000 Namen. Insgesamt handelt es sich um etwa 3,5 Millionen Datensätze.
Untersuchungen durch die Forschungsstelle für Auswanderer in die USA an der Universität Oldenburg in den Jahren 2000 und 2001 führten auch zu kritischen Anmerkungen. Kritisiert werden zum Beispiel falsch geschriebene Familiennamen, die Streichung der Herkunftsorte der Passagiere in vielen Fällen, falsche Zuweisung der Nationalitäten oder das Fehlen der Ankunftshäfen auf der CD-ROM-Edition. Außerdem fehlen ganze Passagierlisten im Datenbestand.
Zudem gibt es für die Auswandererforschung auch direkte, kostenfreie Ressourcen.